# Neottopteris curtisorus
Neottopteris curtisorus là một loài dương xỉ trong họ Aspleniaceae. Loài này được Hosok. mô tả khoa học đầu tiên năm 1941.
Danh pháp khoa học của loài này chưa được làm sáng tỏ. 